# 얀 페르통언
얀 베르트 리버 페르통언(네덜란드어: Jan Bert Lieve Vertonghen, 1987년 4월 24일 ~ )은 벨기에의 은퇴한 축구 선수로, 현역 시절 포지션은 센터백이었다.

## 클럽 경력

### AFC 아약스
페르통언은 아약스의 주전 수비수이며 주장이였다. 그는 2012년 여름 이적시장에서 많은 구단(아스날, 토트넘, 맨유, 리버풀)의 구애를 받았으나, 그는 가장 적극적이었던 토트넘 홋스퍼 FC에게 관심을 보였다. 토트넘 홋스퍼 FC와의 이적이 늦춰지는 데에도 불구하고 그는, 이적시장이 끝나는 날까지 끝까지 기다리겠다고 했으며, 일단은 아약스 일원임으로 최선을 다해 현재 소속팀에 뛰기로 하였다. 하지만, 그는 이적과 관련하여 팀훈련에 집중 하지 못하는 모습을 자주 보였고 아약스는 끝내 이적을 허락하였다.

### 토트넘 홋스퍼
2012년 7월 8일 오랜 기다림끝에 결국 잉글랜드의 토트넘 홋스퍼 FC에서 메디컬 테스트를 거쳐 입단이 확정되었다. 이적 후 그는 주로 중앙 수비를 역할을 하기로 하였으나, 리그 초반 왼쪽 수비수인 베누아 아수에코토가 부상으로 이탈 하면서 그가 왼쪽 수비를 일시적으로 담당하게 되었다. 그 후, 왼쪽에서의 페르통언과 가레스 베일 두사람의 호흡은 아주 뛰어 났는데 특히, 2012년 9월 30일 맨체스터 유나이티드 FC과의 프리미어리그 6라운드 경기에서 23년 만에 올드 트래퍼드 원정 승리이면서 동시에 맨체스터 유나이티드 FC를 상대로 11년 만에 승리하는데에 큰 활약을 해주었다. 그 이후에도 얀 페르통언은 좌측 풀백과 센터백을 오가며 좋은 활약으로 팀의 수비에 크나큰 기여를 하였다.

### SL 벤피카
2020년 8월 14일 SL 벤피카에 입단했다.

## 국가대표 경력
2014년 FIFA 월드컵 최종 엔트리에 포함되어 생애 첫 월드컵 출전을 확정지었으며, H조 조별 예선 3차전 대한민국전 후반 32분에 월드컵 첫 골을 기록하였다. 이 경기를 승리한 벨기에는 3전 전승으로 16강에 진출하였다.

## 수상

#### AFC 아약스
- 에레디비시 : 2010-11, 2011-12
- KNVB컵 : 2006-07, 2009-10

#### SL 벤피카
- 프리메이라리가 : 2022-2

#### 벨기에
- FIFA 월드컵 : 3위 (2018)

### 개인
- 네덜란드 축구 올해의 선수 : 2012
- PFA 올해의 팀 : 2012-13, 2017-18
- 프리미어리그 이 달의 선수 : 2013년 3월
- UEFA 챔피언스리그 시즌의 스쿼드 : 2018-19
- AFC 아약스 올해의 재능 : 2007-08
- AFC 아약스 올해의 선수 : 2011-12
- 벨기에 왕립 축구협회 125주년 역대 베스트 : 2020
- AFC 아약스 클럽 오브 100 : 2012
- IFFHS 벨기에 역대 베스트 : 2021

## 같이 보기
- A매치 100경기 이상 출전한 축구 선수 명단

### 내용주
1. ↑  흔히 ‘베르통언’으로 적는 경우도 있으나, 이는 잘못된 표기이다.